# Volejbal na Letních olympijských hrách 1984
Volejbal na Letních olympijských hrách 1984 probíhal na stadionu Long Beach Arena v Long Beach.

## Turnaj mužů
| Zlato   | Spojené státy americké (USA) |
| Stříbro | Brazílie (BRA)               |
| Bronz   | Itálie (ITA)                 |

Turnaj se odehrál v rámci XXIII. olympijských her ve dnech 29. července – 11. srpna 1984 v Los Angeles.
Turnaje se zúčastnilo 10 mužstev, rozdělených do dvou pětičlenných skupin. První dvě mužstva postoupila do play off, týmy na třetím a čtvrtém místě hrály o páté až osmé místo, týmy na pátém místě hrály o deváté místo. Olympijským vítězem se stalo mužstvo Spojených států.

### Skupina A
|    |           | BRA | USA | KOR | ARG | TUN | V | P | Skóre | B |
| 1. | Brazílie  | *** | 3:0 | 1:3 | 3:1 | 3:0 | 3 | 1 | 10:4  | 7 |
| 2. | USA       | 0:3 | *** | 3:0 | 3:1 | 3:0 | 3 | 1 | 9:4   | 7 |
| 3. | Korea     | 3:1 | 0:3 | *** | 3:2 | 3:0 | 3 | 1 | 9:6   | 7 |
| 4. | Argentina | 1:3 | 1:3 | 2:3 | *** | 3:0 | 1 | 3 | 7:9   | 5 |
| 5. | Tunisko   | 0:3 | 0:3 | 0:3 | 0:3 | *** | 0 | 4 | 0:12  | 4 |

 Korejská republika –  Tunisko 3:0 (15:7, 15:7, 15:7)
29. července 1984 (10:00) – Los Angeles
 USA –  Argentina 3:1 (15:5, 15:7, 10:15, 15:8)
29. července 1984 (18:30) – Los Angeles
 Brazílie –  Argentina 3:1 (15:8, 15:8, 16:18, 15:13)
31. července 1984 (10:00) – Los Angeles
 USA –  Tunisko 3:0 (15:3, 15:2, 15:3)
31. července 1984 (18:30) – Los Angeles
 Brazílie –  Tunisko 3:0 (15:5, 15:9, 15:2)
2. srpna 1984 (10:00) – Los Angeles
 USA –  Korejská republika 3:0 (15:13, 15:9, 15:6)
2. srpna 1984 (18:30) – Los Angeles
 Argentina –  Tunisko 3:0 (15:9, 15:7, 15:3)
4. srpna 1984 (10:00) – Los Angeles
 Korejská republika –  Brazílie 3:1 (15:4, 15:13, 13:15, 15:8)
4. srpna 1984 (18:30) – Los Angeles
 Korejská republika –  Argentina 3:2 (15:6, 14:16, 13:15, 15:7, 15:12)
6. srpna 1984 (10:00) – Los Angeles
 Brazílie - USA 3:0 (15:10, 15:11, 15:2)
6. srpna 1984 (18:30) – Los Angeles

### Skupina B
|    |          | CAN | ITA | JPN | CHN | EGY | V | P | Skóre | B |
| 1. | Kanada   | *** | 1:3 | 3:0 | 3:0 | 3:0 | 3 | 1 | 10:3  | 7 |
| 2. | Itálie   | 3:1 | *** | 2:3 | 3:0 | 3:0 | 3 | 1 | 11:4  | 7 |
| 3. | Japonsko | 0:3 | 3:2 | *** | 3:0 | 3:0 | 3 | 1 | 9:5   | 7 |
| 4. | Čína     | 0:3 | 0:3 | 0:3 | *** | 3:0 | 1 | 3 | 3:9   | 5 |
| 5. | Egypt    | 0:3 | 0:3 | 0:3 | 0:3 | *** | 0 | 4 | 0:12  | 4 |

 Japonsko –  Čína 3:0 (15:9, 15:9, 15:8)
29. července 1984 (10:00) – Los Angeles
 Itálie –  Kanada 3:1 (10:15, 15:4, 15:6, 15:7)
29. července 1984 (18:30) – Los Angeles
 Kanada –  Egypt 3:0 (15:10, 15:9, 15:3)
31. července 1984 (10:00) – Los Angeles
 Itálie –  Čína 3:0 (15:5, 16:14, 15:13)
31. července 1984 (18:30) – Los Angeles
 Čína –  Egypt 3:0 (15:3, 15:5, 18:16)
2. srpna 1984 (10:00) – Los Angeles
 Japonsko –  Itálie 3:2 (5:15, 11:15, 15:10, 15:10, 16:14)
2. srpna 1984 (18:30) – Los Angeles
 Japonsko –  Egypt 3:0 (15:6, 15:10, 15:11)
4. srpna 1984 (10:00) – Los Angeles
 Kanada –  Čína 3:0 (15:8, 15:7, 15:3)
4. srpna 1984 (18:30) – Los Angeles
 Kanada –  Japonsko 3:0 (15:10, 15:8, 15:9)
6. srpna 1984 (10:00) – Los Angeles
 Itálie –  Egypt 3:0 (15:4, 15:7, 15:6)
6. srpna 1984 (18:30) – Los Angeles

### Semifinále
Brazílie –  Itálie 3:1 (12:15, 15:2, 15:3, 15:5)
8. srpna 1984 (18:30) – Los Angeles
 USA –  Kanada 3:0(15:6, 15:10, 15:7)
8. srpna 1984 (18:30) – Los Angeles

### Finále
USA –  Brazílie 3:0 (15:6, 15:6, 15:7)
10. srpna 1984 (18:30) – Los Angeles

### O 3. místo
Itálie –  Kanada 3:0 (15:11, 15:12, 15:8)
10. srpna 1984 (12:00) – Los Angeles

### O 5. - 8. místo
Korejská republika –  Čína 3:1 (15:4, 15:11, 6:15, 19:17)
8. srpna 1984 (11:00) – Los Angeles
 Argentina –  Japonsko 3:1 (9:15, 15:10, 15:10, 15:11)
8. srpna 1984 (11:00) – Los Angeles

### O 5. místo
Korejská republika –  Argentina 3:1 (15:13, 9:15, 15:9, 15:7)
10. srpna 1984 (12:00) – Los Angeles

### O 7. místo
Japonsko –  Čína 3:0 (16:14, 15:9, 15:6)
10. srpna 1984 (18:30) – Los Angeles

### O 9. místo
Tunisko –  Egypt 3:2 (15:13, 15:9, 5:15, 13:15, 15:5)
8. srpna 1984 (16:00) – Los Angeles

### Soupisky
1.  USA
| - Douglas Dvorak - Dave Saunders - Steven Salmons - Paul Sunderland | - Rich Duwelius - Steve Timmons - Craig Buck - Marc Waldie | - Chris Marlowe - Aldis Berzins - Patrick Powers - Karch Kiraly |

2.  Brazílie
| - Amauri - Badalhoca - Bernard - Bernardinho | - Domingos Maracanã - Fernandão - Marcus Vinícius - Montanaro | - Renan - Rui - William - Xandó |

3.  Itálie
| - Franco Bertoli - Francesco Dall'Olio - Giancarlo Dametto - Guido De Luigi | - Giovanni Errichiello - Giovanni Lanfranco - Andrea Lucchetta - Pier Paolo Lucchetta | - Marco Negri - Piero Rebaudengo - Paolo Vecchi - Fabio Vullo |

### Konečné pořadí
| XXIII. | Olympijské hry | Z | V | P | Skóre | B  |
| ------ | -------------- | - | - | - | ----- | -- |
| 1.     | USA            | 6 | 5 | 1 | 15:4  | 11 |
| 2.     | Brazílie       | 6 | 4 | 2 | 13:8  | 10 |
| 3.     | Itálie         | 6 | 4 | 2 | 15:7  | 10 |
| 4.     | Kanada         | 6 | 3 | 3 | 10:9  | 9  |
| 5.     | Jižní Korea    | 6 | 5 | 1 | 15:8  | 11 |
| 6.     | Argentina      | 6 | 2 | 4 | 11:13 | 8  |
| 7.     | Japonsko       | 6 | 4 | 2 | 13:8  | 10 |
| 8.     | Čína           | 6 | 1 | 5 | 4:15  | 7  |
| 9.     | Tunisko        | 5 | 1 | 4 | 3:14  | 6  |
| 10.    | Egypt          | 5 | 0 | 5 | 2:15  | 5  |

## Turnaj žen
| Zlato   | Čína (CHN)                   |
| Stříbro | Spojené státy americké (USA) |
| Bronz   | Japonsko (JPN)               |

Turnaj se odehrál v rámci XXIII. olympijských her ve dnech 29. července – 11. srpna 1984 v Los Angeles.
Turnaje se zúčastnilo 8 družstev, rozdělených do dvou čtyřčlenných skupin. První dvě postoupila do play off, týmy na třetím a čtvrtém místě hrály o 5. resp. 7. místo. Olympijským vítězem se stalo družstvo Číny.

### Skupina A
|    |          | USA | CHN | GER | BRA | V | P | Skóre | B |
| 1. | USA      | *** | 3:1 | 3:0 | 3:2 | 3 | 0 | 9:3   | 6 |
| 2. | Čína     | 1:3 | *** | 3:0 | 3:0 | 2 | 1 | 7:3   | 5 |
| 3. | SRN      | 0:3 | 0:3 | *** | 3:0 | 1 | 2 | 3:6   | 4 |
| 4. | Brazílie | 2:3 | 0:3 | 0:3 | *** | 0 | 3 | 2:9   | 3 |

 Čína –  Brazílie 3:0 (15:13, 15:10, 15:11)
30. července 1984 (10:00)– Los Angeles
 USA –  SRN 3:0 (17:15, 15:8, 15:10)
30. července 1984 (18:30)– Los Angeles
 Čína –  SRN 3:0 (15:5, 15:6, 15:3)
1. srpna 1984 (10:00)– Los angeles
 USA –  Brazílie 3:2 (12:15, 10:15, 15:5, 15:5, 15:12)
1. srpna 1984 (18:30)– Los angeles
 USA –  Čína 3:1 (15:13, 7:15, 16:14, 15:12)
3. srpna 1984 (10:00) – Los Angeles
 SRN –  Brazílie 3:0 (15:9, 16:14, 15:11)
3. srpna 1984 (18:30) – Los Angeles

### Skupina B
|    |          | JPN | PER | KOR | CAN | V | P | Skóre | B  |
| 1. | Japonsko | *** | 3:0 | 3:1 | 3:0 | 3 | 1 | 9:1   | 6+ |
| 2. | Peru     | 0:3 | *** | 3:2 | 3:0 | 2 | 1 | 6:5   | 5  |
| 3. | Korea    | 1:3 | 2:3 | *** | 3:0 | 1 | 2 | 6:6   | 4  |
| 4. | Kanada   | 0:3 | 0:3 | 0:3 | *** | 0 | 3 | 0:9   | 3  |

 Peru –  Kanada 3:0 (15:9, 15:10, 15:4)
30. července 1984 – Los Angeles
 Japonsko –  Korejská republika 3:1 (8:15, 15:11, 15:2, 15:7)
30. července 1984 – Los Angeles
 Korejská republika –  Kanada 3:0 (15:10, 15:1, 15:3)
1. srpna 1984 – Los Angeles
 Japonsko –  Peru 3:0 (15:8, 15:7, 15:5)
1. srpna 1984 – Los Angeles
 Peru –  Korejská republika 3:2 (15:8, 15:6, 7:15, 6:15, 15:13)
3. srpna 1984 – Los Angeles
 Japonsko –  Kanada 3:0 (15:6, 15:6, 15:6)
3. srpna 1984 – Los Angeles

### Semifinále
Čína –  Peru 3:0 (16:14, 15:9, 15:10)
5. srpna 1984 (18:30) – Los Angeles
 USA –  Japonsko 3:0 (15:10, 15:7, 15:4)
5. srpna 1984 (18:30) – Los Angeles

### Finále
Čína –  USA 3:0 (16:14, 15:3, 15:9)
9. srpna 1984 (20:00) – Los Angeles

### O 3. místo
Japonsko –  Peru 3:1 (13:15, 15:4, 15:7, 15:10)
9. srpna 1984 (16:00) – Los Angeles

### O 5. - 8. místo
SRN –  Kanada 3:0 (15:5, 15:7, 15:1)
5. srpna 1984 (10:00)– Los Angeles
 Korejská republika –  Brazílie 3:1 (13:15, 15:13, 15:9, 15:10)
5. srpna 1984 (10:00) – Los Angeles

### O 5. místo
Korejská republika –  SRN 3:0 (15:10, 15:10 ,15:2)
7. srpna 1984 (10:00) – Los Angeles

### O 7. místo
Brazílie –  Kanada 3:0 (15:9, 15:3, 15:8)
7. srpna 1984 (10:00) – Los Angeles

### Soupisky
1.  Čína
| - Hou Yuzhu - Jiang Ying - Lang Pching - Li Yanjun | - Liang Yan - Su Huijuan - Yang Xiaojun - Yang Xilan | - Zhang Rongfang - Zheng Meizhu - Zhou Xiaolan - Zhu Ling |

2.  USA
| - Jeanne Beauprey - Carolyn Becker - Linda Chisholm - Rita Crockett | - Laurie Flachmeier - Debbie Green - Flo Hyman - Rose Magers | - Kimberly Ruddins - Julie Vollertsen - Paula Weishoff - Susan Woodstra |

3.  Japonsko
| - Yumi Egami - Norie Hiro - Miyoko Hirose - Kyoko Ishida | - Yoko Kagabu - Yuko Mitsuya - Keiko Miyajima - Kimie Morita | - Kumi Nakada - Emiko Odaka - Sachiko Otani - Kayoko Sugiyama |

### Konečné pořadí
| XXIII. | Olympijské hry     | Z | V | P | Skóre | B |
| ------ | ------------------ | - | - | - | ----- | - |
| 1.     | Čína               | 5 | 4 | 1 | 13:3  | 9 |
| 2.     | USA                | 5 | 4 | 1 | 12:6  | 9 |
| 3.     | Japonsko           | 5 | 4 | 1 | 12:5  | 9 |
| 4.     | Peru               | 5 | 2 | 3 | 7:11  | 7 |
| 5.     | Korejská republika | 5 | 3 | 2 | 12:7  | 8 |
| 6.     | SRN                | 5 | 2 | 3 | 6:9   | 7 |
| 7.     | Brazílie           | 5 | 1 | 4 | 6:12  | 7 |
| 8.     | Kanada             | 5 | 0 | 5 | 0:15  | 5 |